# Rhondia placida
Rhondia placida là một loài bọ cánh cứng trong họ Cerambycidae.